# Landess
Landess – jednostka osadnicza w Stanach Zjednoczonych, w stanie Indiana, w hrabstwie Grant.